# Vyšná Polianka
Vyšná Polianka (in ungherese Felsőpagony, in tedesco Oberpollensdorf, in ruteno Višnya Poljanka) è un comune della Slovacchia facente parte del distretto di Bardejov, nella regione di Prešov.

## Storia
Il villaggio venne fondato da coloni ruteni nel 1553. All'epoca apparteneva alla signoria di Makovica. Nel XIX secolo passò ai nobili Erdõdy.